# Rob Williams (basket-ball)
Pour les articles homonymes, voir Rob Williams et Williams.
Robert Aaron Williams (né le 5 mai 1961 à Houston, Texas, et mort le 10 mars 2014), est un joueur américain de basket-ball sélectionné par les Denver Nuggets au premier tour (19e rang) de la draft 1982.

## Biographie
Meneur de jeu issu de l'université de Houston, Williams joua deux saisons en NBA pour les Nuggets.
Williams participa au Final Four NCAA, où son équipe des Houston Cougars, échoua face à North Carolina Tar Heels en demi-finale.
Ancienne star de Milby High School à Houston, Williams était un joueur très actif à l'université de Houston, inscrivant 16 points par match lors de son année freshman, 25 points lors de son année sophomore et 21 points par match lors du Final Four 1982.  Williams fut nommé "All American" et "All Southwest Conference performer". Il eut comme coéquipier à l'université Hakeem Olajuwon, Clyde Drexler, Michael Young, Benny Anders et Larry Micheaux notamment.
Lors de sa carrière NBA, Williams joua 153 matchs et inscrivit un total de 1319 points. Après sa brève carrière NBA, il rejoindra la Continental Basketball Association, puis, l'Italie, l'Australie, l'Espagne et les Philippines, où il fut champion.
En mai 2005, dans un article du Houston Chronicle, Williams admit qu'il s'était drogué lorsqu'il était joueur. Il souffrit d'une attaque en janvier 1998 qui lui fit perdre l'usage de son œil gauche et le laissa partiellement paralysé sur tout le côté gauche de son corps.